# Roslagstull

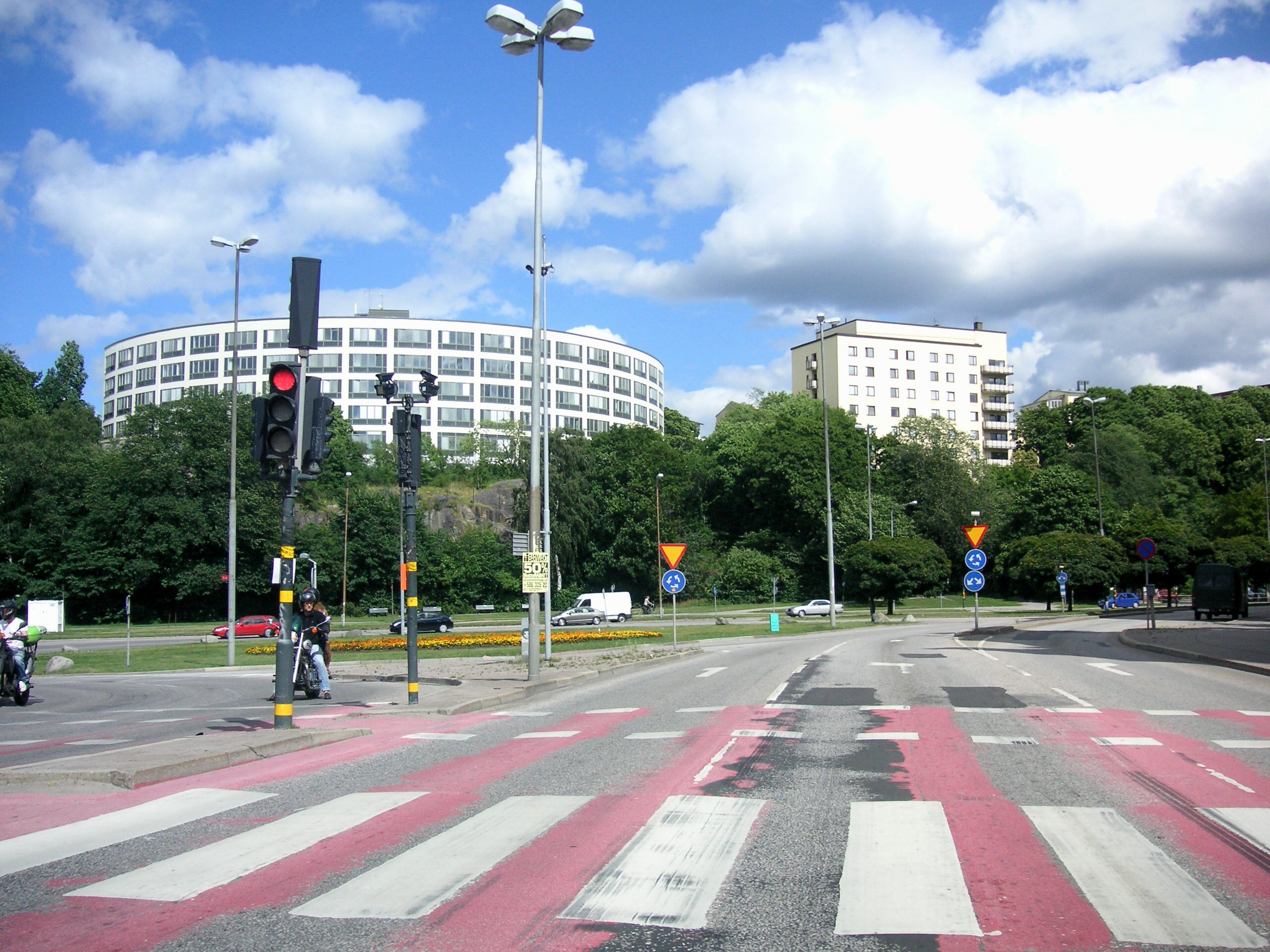
Infarten till Roslagstull från Cedersdalsgatan med den svängda Kattrumpstullen 5 i bakgrunden.

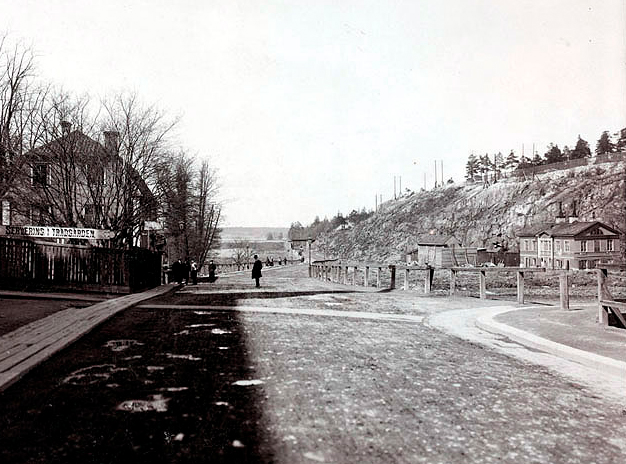
Roslagstull norrut, 1904. T.h. syns tullhuset

Roslagstull var en stadstull vid Stockholms infart från Roslagen, i stadens nordöstra del. Ett populärnamn var Kattrumpstullen
. Namnet betecknar i dag närmast området kring denna stadstull, vars sista tullhus uppfördes 1830 och monterades ned på 1960-talet. Byggnadsdelarna från Tullhuset samt ett flertal andra byggnader runt om i staden avsågs att bevaras för ett eventuellt återuppförande i framtiden. I slutet av 1970-talet upptäcktes dock att det mesta av  materialet hade plundrats.

## Historia

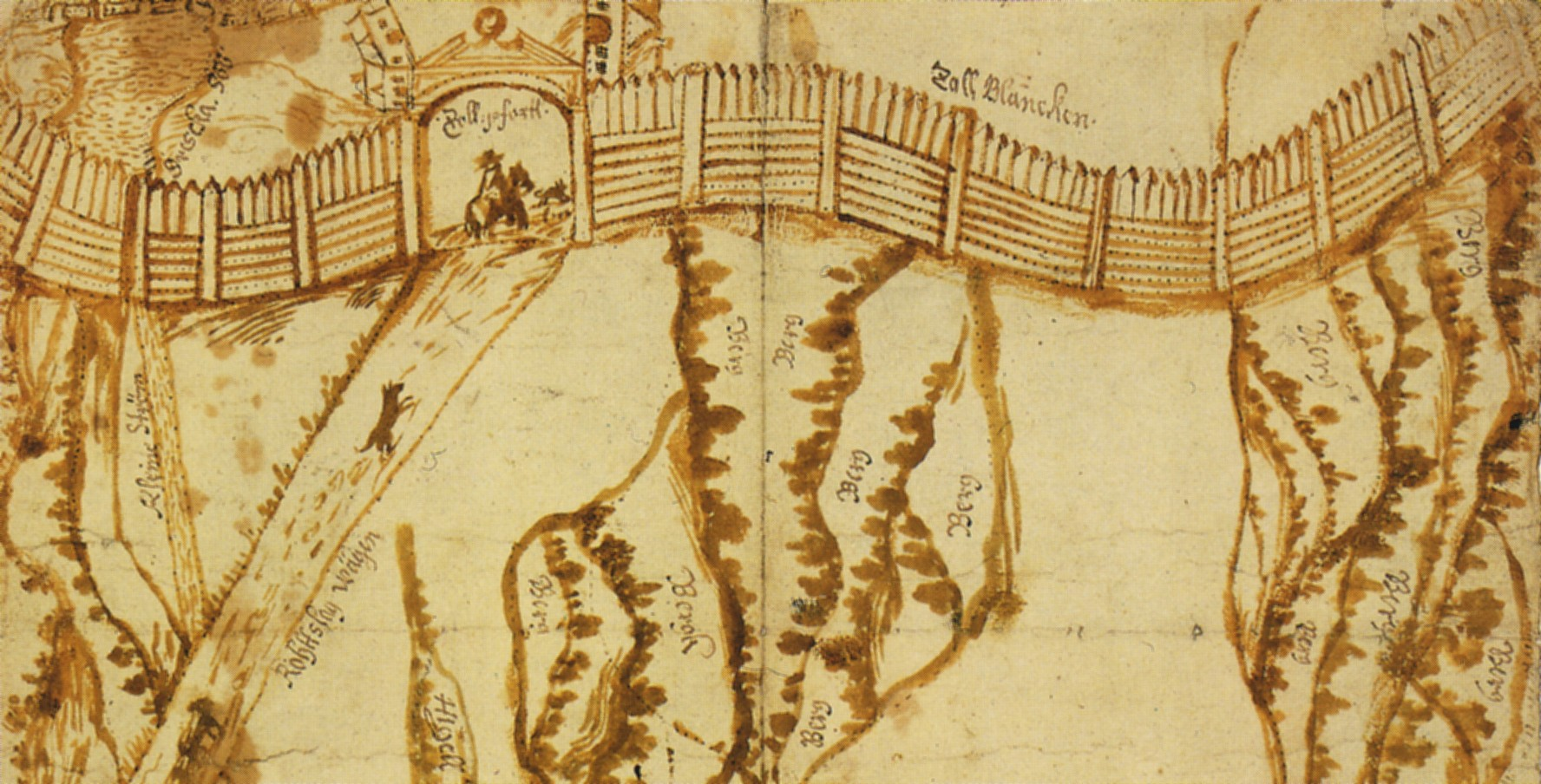
Tullstaketet och tullporten vid 1666-1670

Den första Roslagstullen inrättades år 1666. Den fanns cirka en kilometer söder om nuvarande Roslagstull, där skolan Norra Real står idag. Ungefär tio år senare flyttades tullen till en plats som idag ligger vid uppfarten till före detta Roslagstulls sjukhus. Vid sekelskiftet 1600/1700 drogs vägen mot Roslagen, som tidigare gick över berget, om. Den följer därefter Brunnsvikens strand. Ett nytt tullhus, en envåningsbyggnad med säteritak, togs i bruk år 1700. Det huset ersattes år 1830-31 av ett tvåvåningshus i empirstil. Det låg nedanför berget, på den norra sidan av vägen mellan den nuvarande cirkulationsplatsen och Brunnsviken. Tullhuset ritades av Immanuel Nobel. Övervåningen var bostad åt tullinspektoren. I bottenvåningen fanns bland annat en krog.
Tullen hade genom åren flera olika namn, bland annat Brunnsvikstullen och Kattrumpstullen. Det senare efter det vattendrag som förband Brunnsviken med Träsksjön och som kallades Kattrumpsjön. Tullen avvecklades 1864. Därefter användes huset bland annat som magasin och servering. Husen revs 1965, när Roslagsvägen drogs om. Det fanns planer på att återuppföra det på någon annan plats men virket, som under några år förvarades i Sickla, försvann..

## Området idag
Roslagstull är också namnet på en allmän plats med en cirkulationsplats där Roslagsvägen (E18) möter Valhallavägen, Birger Jarlsgatan, Roslagsgatan och Cedersdalsgatan. Vid Roslagstull ligger grillkiosken Tullfritt. Mellan Roslagstull och Albano ligger det år 2001 öppnade Albanova universitetscenter, där forskning och undervisning pågår inom ämnena fysik, bioteknik och astronomi.
Basområde Roslagstull omfattar ett område inom en triangel som bildas av Odengatan – Birger Jarlsgatan – Valhallavägen. Området tillhör stadsdelen Östermalm och Engelbrekts församling. Det har 2 708 invånare (2005). (se Stockholms tullar)